# Internationale Koordination der christlichen Arbeiterjugend
Internationale Koordination der christlichen Arbeiterjugend (en.: International Coordination of Young Christian Workers, Abkürzung ICYCW; fr.: Coordination Internationale de la Jeunesse Ouvriére Chrétienne, Abkürzung: CIJOC; gebräuchliche Abkürzung: CIJOC-ICYCW) ist die Bezeichnung für die internationale katholische Vereinigung von Gläubigen. Sie wurde 1987 gegründet und 1989 vom Heiligen Stuhl anerkannt. Sie vertritt 60 Mitgliedsverbände, assoziierte Mitglieder und Partnerverbände.

## Geschichte

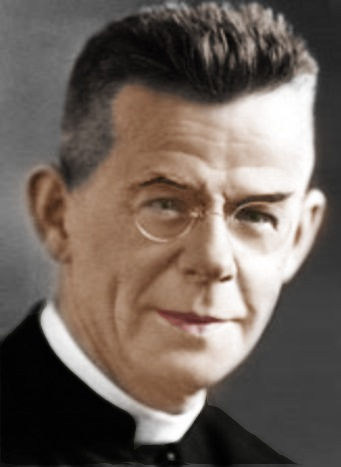
Joseph Cardijn, Gründer der Christlichen Arbeiterjugend

Die ersten organisierten Anfänge der „Christlichen Arbeiterbewegung“ gehen auf das Jahr 1925 zurück, in Belgien setzte der damals junge Priester und spätere Kardinal Joseph Cardijn (1882–1967) die ersten Zeichen. Auf seine Initiative, er führte damals eine junge Gruppe von Arbeiterinnen und Arbeitern, erweiterte sich die Jugendarbeiterbewegung und nahm ihre Arbeit weltweit auf. 1957 wurde die „Internationale christliche Arbeiterjugend“  gegründet. Neben der Aufbauarbeit entwickelte sich auch eine lang andauernde interne Krise, die Bewegung stand kurz vor der Auflösung. Aus diesem Dilemma führte 1987 die Gründung der „Internationalen Koordination der christlichen Arbeiterjugend“ heraus. Während des Weltrats der JOC in Rom wurde die neue Struktur erarbeitet und die zukünftigen Weichen gestellt. Die Aufgabe bestand nun darin, die Aktionen der nationalen Bewegungen in Bezug auf die Evangelisierung der jungen Arbeiter nach den Weisungen von Joseph Cardijn zu koordinieren und zu unterstützen. 1989 wurde sie vom Heiligen Stuhl als eine internationale katholische Organisation päpstlichen Rechts anerkannt und später als solche vom Päpstlichen Rat für die Laien in die offizielle Liste aufgenommen.

## Selbstverständnis
Das Handeln und die erzieherischen Ansätze waren von der Methode: „sehen-urteilen-handeln“ geprägt, die sich zur „Révision de vie“ entwickelte. Die christliche Arbeiterjugend setzt sich für die Würde der jungen Arbeiter und jugendlichen Arbeitslosen ein und will sie gegen die öffentlichen Anfeindungen beschützen. Nach der Idee „unter Jugendlichen, von Jugendlichen und für Jugendliche“, soll die gesamte Organisation in die Hand der Jugendlichen gelegt werden. Die christliche Arbeiterbewegung wendet sich an junge Arbeiter, Angestellte, arbeitende Studenten, Arbeitslose und Bedürftige beiderlei Geschlechts.

## Organisation und Ausweitung
Grundsätzlich wird die Selbständigkeit der nationalen Verbände und Organisationen respektiert und gewahrt. Die Basisarbeit erfolgt in den Ortsgruppen der nationalen Pfarrgemeinden, die sich im übergeordneten Bereich auf der Diözesanebene  und darüber auf der nationalen Ebene organisieren. Die Internationale Koordination führt alle vier Jahre einen Weltrat durch an der alle nationalen Bewegungen, assoziierten Verbände und Partnerverbände teilnehmen, auf ihm wird der Internationale Rat gewählt. Ebenfalls vom Weltrat wird das Internationale Sekretariat gewählt, es besteht aus vier Verantwortlichen und dem Kirchlichen Assistenten. Die 60 Verbände und Organisationen verteilen sich mit 27 auf Afrika, 8 auf Asien, 11 auf Europa, 4 auf den Mittleren Osten und 11 auf Südamerika. Ihr Hauptsitz ist in Rom.